# Clarias lamottei
Clarias lamottei är en fiskart som beskrevs av Jacques Daget och Planquette, 1967. Clarias lamottei ingår i släktet Clarias och familjen Clariidae. IUCN kategoriserar arten globalt som nära hotad. Inga underarter finns listade i Catalogue of Life.